# Blériot 5190
Die Blériot 5190 war ein französisches Flugboot, das im November 1934 seinen ersten Postflug über den Südatlantik durchführte und dann bis zum Juni 1937 im Luftpostdienst der Air France über dem Südatlantik verblieb. Es gab von ihr nur ein einziges Exemplar, das insgesamt 38 Atlantiküberquerungen durchführte.

## Entwicklungs- und Baugeschichte
Die Maschine wurde von Filippo Zappata konstruiert und bei Blériot Aéronautique in Suresnes im Auftrag des französischen Luftfahrtministeriums gebaut, um im Luftpostdienst nach Südamerika eingesetzt zu werden. Die Maschine absolvierte ihren Erstflug am 3. August 1933 (Anmerkung: in der Literatur wird auch der 11. August genannt) bei Caudebec-en-Caux mit dem Blériot-Chefpiloten Lucien Bossoutrot am Steuerknüppel und dem Konstrukteur, Filippo Zappata, an Bord. Die Maschine, mit einer Startmasse von 16,2 Tonnen, hob nach 17 Sekunden von der Seine ab. Es folgten etwa fünf Monate Tests bei Caudebec-en-Caux und Cherbourg, die am 6. Januar 1934 beendet wurden.
Die Maschine wurde, als Leihgabe des Luftfahrtministeriums, am 19. November 1934 von der Air France mit der Luftfahrzeugkennzeichen F-ANLE registriert und zu Ehren des im Juli 1932 gestorbenen Luftfahrtpioniers Alberto Santos Dumont auf den Namen Santos-Dumont getauft. Bossoutrot verlegte das Flugboot zunächst auf den Étang de Berre bei Marseille und flog es danach am 22. November mit drei Passagieren nach Port-Lyautey in Marokko und am 23. von dort nach Dakar. Am 27. November 1934 flogen er und seine achtköpfige Besatzung (darunter als Flugingenieur der spätere Admiralstabschef Henri Nomy) dann in 16 Stunden und 15 Minuten über den Südatlantik nach Natal (Brasilien).

Nach der ebenfalls viermotorigen Latécoère 300, war sie das zweite französische Flugboot, das erfolgreich über den Südatlantik flog.

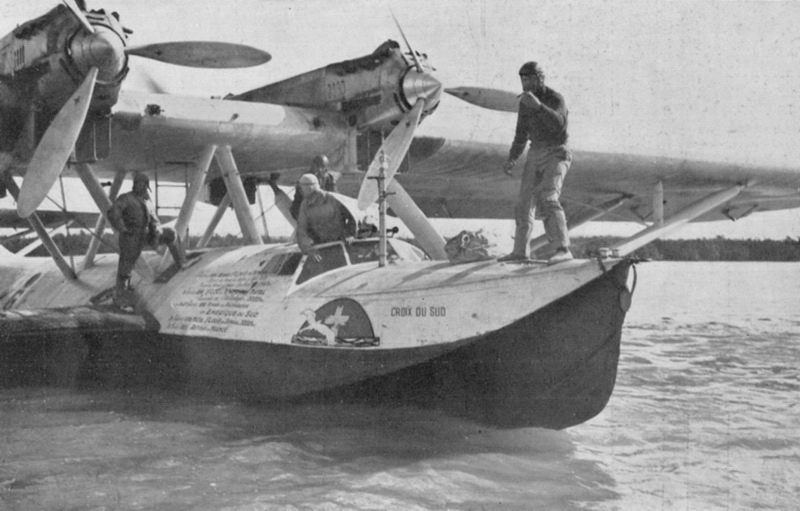
Die Croix-du-Sud unter Major Bonnot im September 1934 in Natal

Nachdem eine zweite Testüberquerung im Dezember ebenfalls erfolgreich verlaufen war, nahm die Maschine am 4. Februar 1935 den Linienpostdienst für die Air France über den Südatlantik auf. Bis zum 1. April 1935 machte sie, zu dieser Zeit die einzige dafür verfügbare Maschine, neun planmäßige Hin- und Rückflüge, einen pro Woche. Danach traten die Latécoère 300 Croix du Sud der von der im August 1933 von der Air France übernommenen Aéropostale und die Farman F.220B Le Centaure hinzu, mit denen sie sich diese Aufgabe teilte. Die Santos-Dumont wurde nach dem Eintreffen dieser beiden Maschinen drei Monate lang zwecks Überholung aus dem Verkehr gezogen und nahm ihren Dienst im Juli 1935 wieder auf. Im März 1936 wurde sie, nach ihrer 30. Atlantiküberquerung, erneut aus dem Liniendienst abgezogen und zu einer Grundüberholung auf den Étang de Berre bei Marseille gebracht. Sie nahm die Südamerikaflüge am 5. April 1937 nochmals wieder auf und führte bis zum 23. Juni 1937 nochmals vier Hin- und Rückflüge durch. Mit insgesamt 38 Transatlantik-Flügen war sie das meist eingesetzte Postflugboot der Air France.

## Konstruktion
Die Blériot 5190 war ein Hochdecker mit einer etwas ungewöhnlichen Form. Der aus Duraluminium gefertigte Rumpf war sehr niedrig gehalten und glich in seiner Form eher einem U-Boot. Die vierköpfige Besatzung (Kommandant, zwei Piloten, ein Mechaniker) und die Funkanlage waren in einem großen, halbrunden Pylon untergebracht, der einem U-Boot-Turm ähnelte und die große Parasol-Tragflächen mit dem Rumpf verband. Dieser „Kommandostand“ war 4,00 m lang, 1,20 m breit und 2,50 m hoch. Drei der vier Motoren befanden sich an der Vorderseite der Tragfläche, ein vierter mit einem Druckpropeller mittig an deren Rückseite hinter der Pilotenkanzel. Die Tragflächen waren so dick, dass es möglich war, Motorenreparaturen während des Flugs durchzuführen. An beiden Seiten des Rumpfes befand sich je ein Schwimmer von 3 m3 Volumen unter den textil-bespannten Tragflächen. Das Flugzeug war 26,00 m lang und hatte eine Spannweite von 43,00 m. Die Tragflächengröße betrug 236 m2.
Das Flugboot hatte ein Leergewicht von 12.750 kg und eine Startmasse von maximal 22.000 kg. Die vier wassergekühlten Hispano-Suiza Zwölf-Zylinder-V-Motoren des Typs 12Nbr leisteten jeweils 485 Kilowatt (650 PS) und ermöglichten eine Höchstgeschwindigkeit von 210 km/h. Für die transatlantischen Flüge konnten in 16 im Rumpf eingebauten Tanks bis zu 11.684 Liter (8500 kg) Treibstoff mitgeführt werden, und die Reichweite betrug damit 5000 km. Die zulässige Nutzlast betrug dabei lediglich 600 kg, da bei diesen Hin- und Rückflügen eine Doppelbesatzung von acht Mann mitflog. Für kürzere Flüge im Mittelmeerraum, die eine geringere Treibstoffmenge benötigt hätten, war eine Passagierkapazität von bis zu 60 Personen geplant, aber dazu kam es nicht.

## Nachspiel
Da Anfang 1935 die Santos-Dumont das einzig verfügbare Transatlantik-Flugboot war, bestellte das Luftfahrtministerium drei weitere Exemplare der Blériot 5190. Um den Bau zu finanzieren, nahm die durch den Bau der ersten Maschine bereits mit finanziellen Schwierigkeiten kämpfende Blériot Aéronautique hohe Darlehen auf. Als der Bauauftrag dann überraschend ohne Erklärung und ohne Entschädigung im Frühjahr 1936 storniert wurde, zwang dies die Firma in den Bankrott.

## Technische Daten französischer Südatlantik-Postflugboote

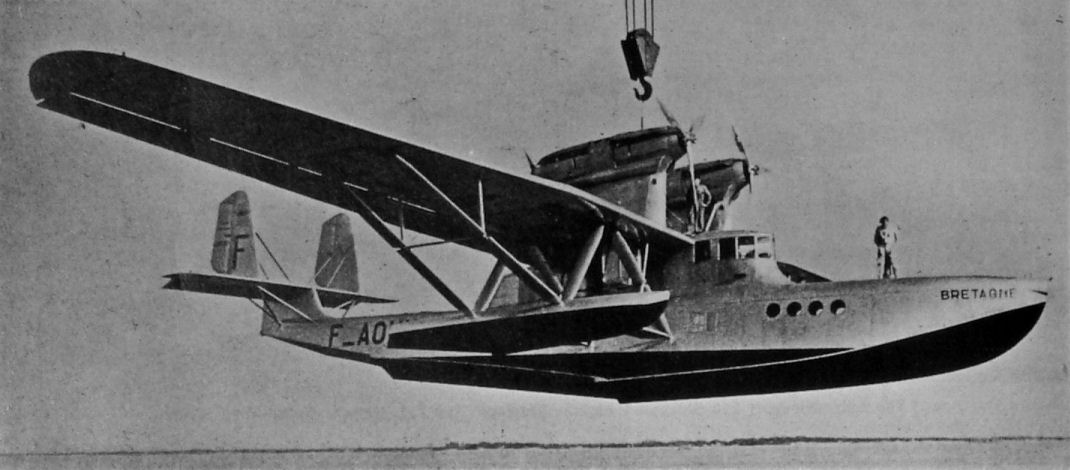
Die einzige Loire 102

| Kenngröße             | Blériot 5190       | Latécoère 300      | Latécoère 301      | Loire 102          | Lioré & Olivier H-47 |
| --------------------- | ------------------ | ------------------ | ------------------ | ------------------ | -------------------- |
| Erstflug              | 11.08.1933         | 17.12.1931         | 23.08.1935         | 13.05.1936         | 25.07.1936           |
| Bauten                | 1                  | 1                  | 3+3                | 1                  | 5                    |
| Besatzung             | 4                  | 4–5                | 5                  | 5                  | 5                    |
| Passagiere            | 4 möglich          |                    |                    |                    |                      |
| Länge                 | 26,0 m             | 25,83 m            | 26,15 m            | 23,0 m             | 21,57 m              |
| Spannweite            | 43,0 m             | 44,20 m            | 44,00 m            | 34,00 m            | 31,8 m               |
| Höhe                  | 6,3 m              | 6,50 m             | 7,98 m             | 6,92 m             | 7,15 m               |
| Flügelfläche          | 242 m²             | 306,7 m²           | 298,3 m²           | 136,54 m²          | 135 m²               |
| Flügelstreckung       | 7,6                | 6,4                | 6,5                | 8,5                | 7,5                  |
| Leermasse             | 12.310 kg          | 11.723 kg          | 10.860 kg          | 10.100 kg          | 10.270 kg            |
| Startmasse            | 22.075 kg          | 22.952 kg          | 23.060 kg          | 18.530 kg          | 19.565 kg            |
| Reisegeschwindigkeit  | 190 km/h           | 160 km/h           | 185 km/h           |                    |                      |
| Höchstgeschwindigkeit | 237 km/h           | 220 km/h           | 225 km/h           | 270 km/h           | 360 km/h             |
| Dienstgipfelhöhe      | 4750 m             | 4600 m             | 4300 m             | 4600 m             | 7000 m               |
| Reichweite            | 4500 km            | 4450 km            | 3600 km            | 4900 km            | 4000 km              |
| Triebwerke            | vier HS 12Nbrs     | vier HS 12Nbr      | vier HS 12Nbr      | vier HS 12Kbrs1    | vier HS 12Y(i/j)rs   |
| Leistung              | je 650 PS (478 kW) | je 650 PS (478 kW) | je 650 PS (478 kW) | je 720 PS (530 kW) | je 960 PS (706 kW)   |